# Skorpa (Kristiansund)
Skorpa  est une île de la commune de Kristiansund, du comté de Møre og Romsdal, dans la mer de Norvège.

## Description
L'île de 0,665 km2 est très peu bâtie de sorte que le reste est une nature presque intacte, marécages et bois. Le village sur Skorpa est concentrée sur la partie de l'île la plus proche de la ville de Kristiansund. Au sud-ouest, Skorpa a une liaison routière avec Meløya sur un talus de pierre ; qui a été construit en 1947. La route continue jusqu'à l'île de Gomalandet. Le pont sur le détroit a été achevé en 1939. Il est étroit et à sens unique. Avant cela, il y avait un pont suspendu sur le détroit.

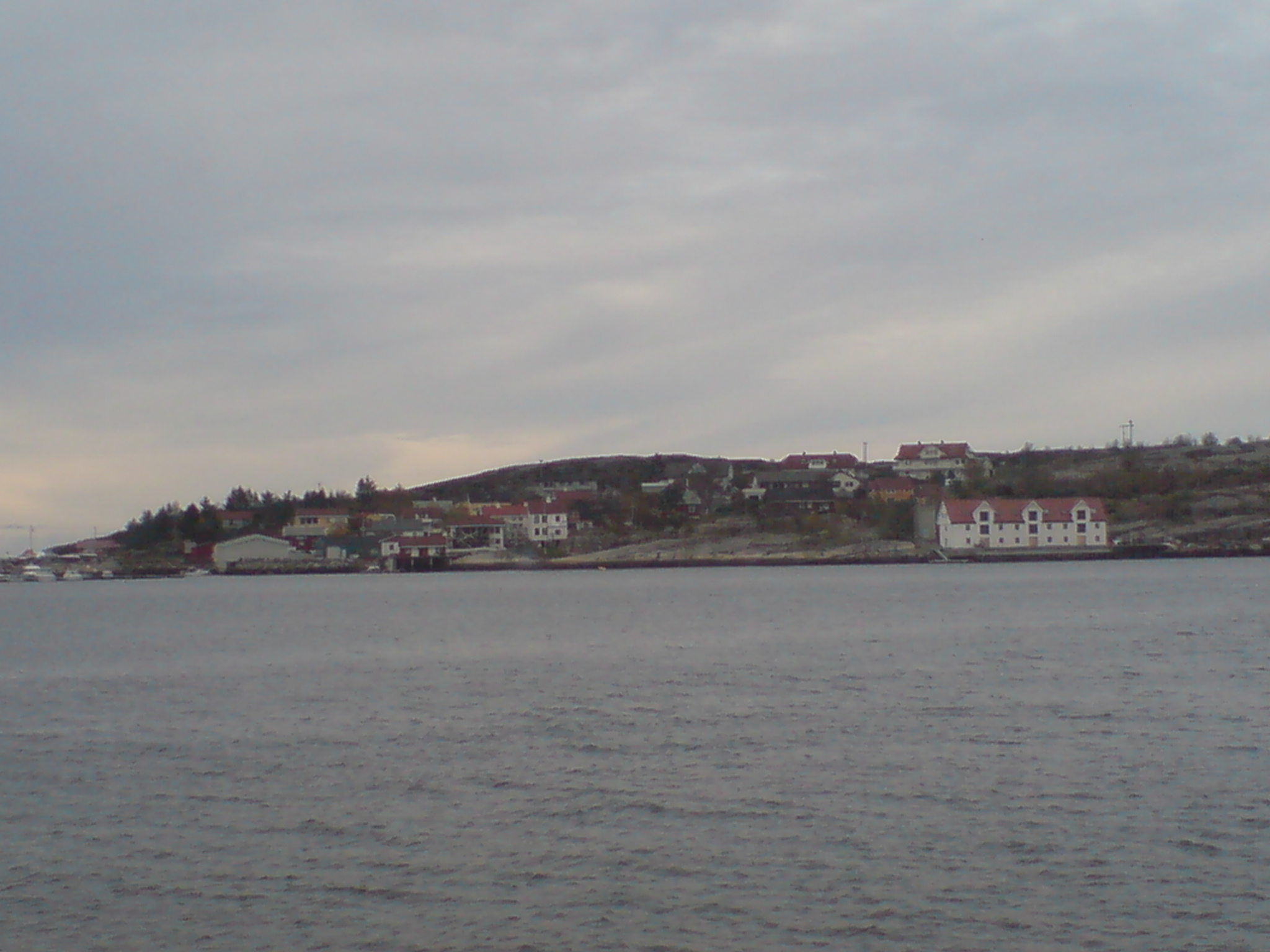
Construction sur l'île

Dans le passé, il y avait une ferme d'élevage de visons et une fabrique d'huile de foie de morue. Maintenant l'île est vouée à une construction intensive de 370 logement mais avec la préservation des 2/3 du terrain de l'île.
Des fouilles sont actuellement en cours sur l'île pour les restes de présence humaine au cours de la période mésolithique.